# La Môme
Pour les articles homonymes, voir La Môme (homonymie).
Pour plus de détails, voir Fiche technique et Distribution.
La Môme  est un film biographique français réalisé par Olivier Dahan est sorti en 2007. Dans de nombreux pays, le film s'intitule « La Vie en rose », d'après la célèbre chanson éponyme d'Édith Piaf. Le film retrace de nombreuses parties de la vie de la chanteuse, allant de son enfance à sa gloire, en passant par les drames de sa vie ainsi que sa disparition.
Le film suit une structure narrative non linéaire rapportant les événements clefs de la vie d’Édith Piaf. On comprend petit à petit que c'est une série de souvenirs qu’Édith se remémore peu avant de mourir.
Incarnant la « môme Piaf » à tous les âges de sa vie, Marion Cotillard a remporté pour son rôle l'Oscar de la meilleure actrice, faisant d'elle la troisième actrice française à obtenir cette récompense. Également lauréat de l'Oscar du meilleur maquillage pour la transformation radicale de l'actrice en son personnage, le film est ainsi le premier long métrage entièrement tourné en français à remporter deux Oscars. Il est également couronné de quatre BAFTA, cinq César, trois Lions tchèques et un Golden Globe.

## Synopsis

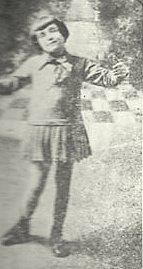
Édith Piaf enfant

Tout commence avec Édith, âgée de quelques années en 1918, en pleurs dans une rue de Paris après que d'autres enfants se soient moqués d'elle. Quelques mètres plus loin, sa mère Annetta Maillard chante dans la rue pour essayer de gagner sa vie. Cette dernière écrit à son mari, Louis Gassion (Jean-Paul Rouve), envoyé sur le front, qu'elle va partir poursuivre sa carrière de chanteuse en laissant Édith à sa grand-mère maternelle Emma. Louis Gassion, alors qu'il rentre à Paris, finit par trouver Édith très malade, faute de soins. Il la confie donc à sa propre mère Louise, gérante d'une maison close en Normandie, avant de disparaître. Les prostituées de la maison close s'occupent d'Édith, notamment Titine (Emmanuelle Seigner), qui prend la fillette sous son aile et s'en occupe comme si elle était sa fille. À cette époque, Édith perd momentanément la vue à cause d'une kératite à la suite des mauvais soins lors de son passage chez sa grand-mère maternelle,  dont elle guérit quelques jours plus tard grâce à un traitement médical et, selon elle, aux prières adressées à Sainte Thérèse de Lisieux.
Après plusieurs années d'absence, son père vient la chercher et l'emmène de force pour l'aider dans le cirque où il est lui-même acrobate. Un soir de représentation, Édith voit dans les flammes d'un cracheur de feu une apparition de Sainte Thérèse, qui lui promet de toujours lui apporter son aide. Cet évènement est à l'origine des prières qu’Édith adressera jusqu'à la fin de sa vie à la sainte.
Peu de temps après, le père d’Édith quitte le cirque après une dispute avec le patron. Il décide de poursuivre sa carrière de contorsionniste seul avec sa fille à Paris. Lors d'une représentation, un passant demande à voir le numméro de la petite. Poussée par son père, Édith chante alors La Marseillaise, captivant l'audience avec sa voix.
Plusieurs années plus tard, Édith chante toujours dans les rues de Montmartre pour gagner sa vie, à présent accompagnée de son amie Simone Berteaut, dit "Momone", dont l'alcoolisme l'entraîne à toujours se promener avec une bouteille de vin. C'est ainsi qu'elle est approchée par Louis Leplée (Gérard Depardieu), qui lui propose de l'engager pour chanter dans son cabaret. C'est aussi lui qui est à l'origine de son surnom: la Môme Piaf, après avoir remarqué qu'Édith ressemblait à un moineau ("piaf" était le nom familier de "moineau", et le nom de la "Môme Moineau" étant déjà pris).
Mais bientôt Leplée est retrouvé mort, et Édith est suspectée de son meurtre à cause de ses mauvaises fréquentations par lesquelles elle était régulièrement rackettée. Dès lors, elle est huée par la foule lors de ses représentations. Tout devient encore plus difficile pour la jeune artiste quand son amie Momone est emmenée de force dans un établissement de jeunes filles sur ordre de sa mère. Seule, Édith contacte Raymond Asso, un compositeur qui lui avait proposé ses services auparavant. Ce dernier lui fait travailler durement, mais sûrement, sa technique vocale (notamment l'articulation), mais lui enseigne aussi à placer ses mains lorsqu’elle chante.
La chanteuse entame dès lors un nouveau succès, délaissant son surnom de "la Môme Piaf" pour son véritable nom de scène : Édith Piaf. Enchaînant les tournées, c'est dans la ville de New-York qu'Édith rencontre Marcel Cerdan, un boxeur français dont elle s'éprend rapidement, bien qu'il soit marié. Consciente que ce dernier ne quittera jamais sa famille pour elle, elle accepte cette relation malgré le fait qu'elle ne puisse le voir aussi souvent qu'elle le souhaite. Un soir, malade d'amour de ne pouvoir le voir, elle le persuade de revenir la voir à New York en avion, ce qu'il fait. Ce même soir, Édith met fin à sa relation avec Momone, cette dernière étant lasse d'être considérée comme une moins-que-rien dans l'entourage d'Édith. Le lendemain matin, alors que la chanteuse pense prendre le petit déjeuner aux côtés de Marcel, elle remarque les visages affolés de son entourage et finit par apprendre que l'avion de son amant s'est écrasé, confirmant le décès de ce dernier. 
Le film alterne beaucoup sur les derniers moments de la vie d'Édith Piaf et ses souvenirs. On y voit notamment des souvenirs la montrant en train de batailler sur scène pour continuer à chanter alors que son corps est trop fatigué, ou encore prenant régulièrement de la drogue pour calmer la polyarthrite dont elle atteinte. Son mari, Jacques Pills, la persuade de faire soigner l'addiction dont elle est atteinte. Une fois cela fait, elle redevient le centre d'attention des fêtes en faisant toujours rire son entourage, même après un accident de voiture lors duquel elle a volontairement percuté un arbre. Cette scène résume tous ses efforts pour amuser les autres malgré les difficultés qu'elle endure.
Des années plus tard, un nouveau compositeur présente à une Édith malade et fatiguée la chanson Non, je ne regrette rien, ce qui décide la chanteuse à chanter à l'Olympia, malgré les conseils de ses proches qui s'inquiètent de sa santé. Cette dernière performance, pendant laquelle elle s'évanouit, semble la hanter.
À l'âge de 47 ans, Édith, malade et fatiguée, est portée dans son lit. Elle affirme avoir peur, et dit ne pas pouvoir se remémorer tous ses souvenirs, que seuls quelques fragments de sa vie lui reviennent. Sa mort n'est cependant pas montrée à l'écran, évoquant seulement la dernière nuit de sa vie. Le film se termine par la performance de la chanteuse à l'Olympia interprétant Non, je ne regrette rien, une chanson qui selon elle, résume parfaitement sa vie.

## Fiche technique
- Titre original : La Môme
- Titre international  : La Vie en rose
- Réalisation : Olivier Dahan
- Scénario : Olivier Dahan et Isabelle Sobelman
- Direction artistique : Beata Brendtnerovà, Mick Lanaro, Laure Lepelley, Stanislas Reydellet
- Décors : Olivier Raoux
- Costumes : Marit Allen
- Maquillage : Didier Lavergne
- Coiffure : Jan Archibald
- Photographie : Tetsuo Nagata
- Son : Laurent Zeilig
- Musique originale : Christopher Gunning
- Montage : Richard Marizy
- Production : Alain Goldman
- Société de production : Légende Entreprises
- Société de distribution : TFM Distribution (France)
- Budget : 20 700 000 €
- Pays d'origine :  France /  Royaume-Uni /  République tchèque
- Langue : français
- Format : couleur - 35 mm  - 1,78:1 (copies en 2,35:1) - Son DTS
- Genre : drame, biographique
- Durée : 140 minutes
- Dates de sortie :
  - Allemagne : 8 février 2007 (Festival de Berlin)
  - France, Belgique, Suisse romande : 14 février 2007
  - Québec : 16 mars 2007
- Dates de sortie DVD :
  - France : 16 août 2007 (location), 23 août 2007 (vente)

## Distribution
- Marion Cotillard : Édith Piaf
- Jean-Pierre Martins : Marcel Cerdan
- Gérard Depardieu : Louis Leplée
- Clotilde Courau : Annetta Maillard, sa mère
- Jean-Paul Rouve : Louis Gassion, son père
- Sylvie Testud : Momone (Simone Berteaut)
- Pascal Greggory : Louis Barrier
- Farida Amrouche : Aicha, sa grand-mère maternelle
- Marc Barbé : Raymond Asso
- Caroline Silhol : Marlène Dietrich
- Emmanuelle Seigner : Titine
- Catherine Allégret : Louise Gassion, sa grand-mère paternelle
- André Penvern : Jacques Canetti
- Olivier Cruveiller :  l'inspecteur
- Marie-Armelle Deguy : Marguerite Monnot
- Laurent Olmedo : Jacques Pills
- Jean-Paul Muel  : Bruno Coquatrix
- Aubert Fenoy : Michel Emer
- Élisabeth Commelin : Danielle Bonel
- Marc Gannot : Marc Bonel
- Valérie Moreau : Jeanne
- Alban Casterman : Charles Aznavour
- Caroline Raynaud : Ginou
- Pierre Derenne : P'tit Louis
- Dominique Bettenfeld : Albert
- Cylia Malki : Philipo
- Félix Belleau : Robert Juel
- Nathalie Dahan : Yvonne
- Ashley Wanninger : Assistant de Leplée
- Nathalie Dorval : Mireille
- Chantal Bronner : Josette
- Denis Ménochet : le journaliste à Orly
- Dominique Paturel : Roup
- Harry Hadden-Paton : Doug Davis
- Laurent Schilling : Claude
- Marc Chapiteau : Goldin
- Junior Rondinaud  : Jo Moustaki
- Marek Vašut  : le docteur à Belleville
- Édith Le Merdy : Simone Margantin
- Josette Ménard : Mamy
- Emy Lévy : Fille bordel
- Laura Stainkrycer : Fille bordel
- Lucie Brezovská : Fille bordel
- Vera Havelková : Fille bordel
- Jan Kuzelka : Client bordel
- Mario Hacquard  : Charles Dumont
- Manon Chevallier : Édith Piaf à 5 ans
- Pauline Burlet  : Édith Piaf à 10 ans
- Jan Pavel Filipensky 	: Cracheur de feu
- Lara Menini : Danseuse cirque
- Oldrich Hurych : Clown
- Mathias Honoré : M. Loyal
- Nicholas Pritchard : Jameson
- William Armstrong : Clifford Fisher
- Martin Sochor : Spectateur O'Dett
- Frederika Smetana : Spectateur O'Dett
- Lenka Kourilova : Spectateur O'Dett
- Jil Aigrot : Édith Piaf (voix chantée)
- Christophe Odent : Dr. Bernay
- Diana Stewart :  L'américaine
- Olivier Cruveiller : Guillaume
- Garrick Hagon : Le médecin américain

## Production et réalisation

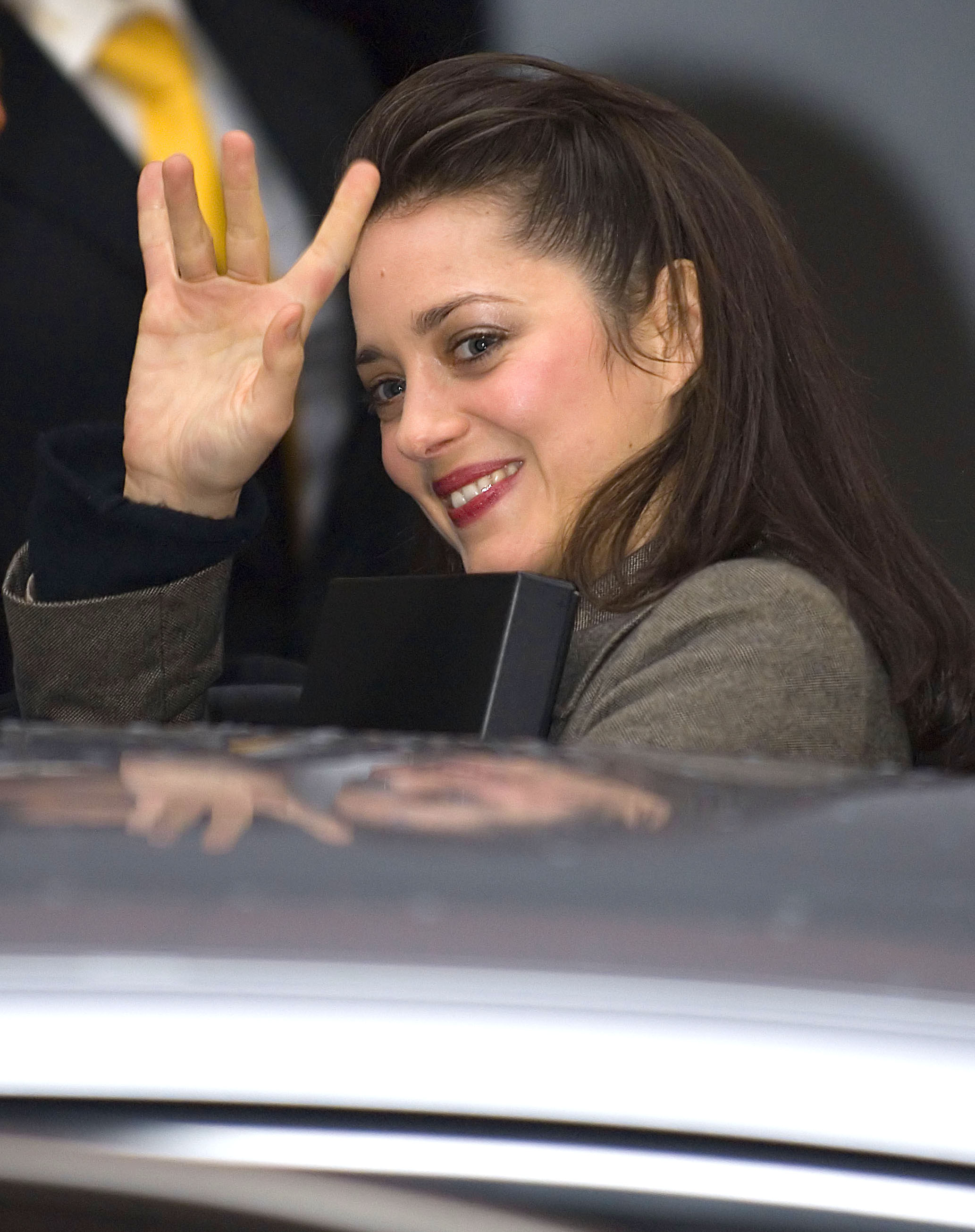
Marion Cotillard pour la présentation du film à la Berlinale 2007.

### Distribution du rôle principal
Lors des auditions de l'actrice principale, deux actrices aux statuts différents apparaissent en concurrence : Marion Cotillard et Audrey Tautou. La préférence des producteurs penche pour Tautou, mais Cotillard est activement soutenue par le réalisateur Olivier Dahan, séduit par la gravité de ses yeux et qui annonce « Cotillard ou personne », et par le producteur Alain Goldman. Le choix de Marion Cotillard serait la raison pour laquelle TF1 aurait divisé son financement du film par trois et The Walt Disney Company se serait retirée de la distribution. Cotillard a beau avoir tourné avec Tim Burton dans Big Fish, elle ne reste pas assez « bankable » aux yeux des investisseurs. Après un long enchaînement d'apparitions secondaires, c'est la première fois que l'actrice se voit offrir un rôle-titre, bien qu'il lui impose une métamorphose conséquente.

### Interprétation
Pour représenter fidèlement Édith Piaf, Marion Cotillard accepte comme transformations physiques cinq heures quotidiennes de maquillage, des sourcils et la naissance des cheveux rasés, jouer tassée pour paraître plus petite qu'elle ne l'est, adopter une voix grave. Neuf mois s'écouleront avant que Piaf ne cesse de la hanter : « J'ai tout tenté. J'ai fait des exorcismes avec du sel et du feu. J'ai voyagé jusqu'à Bora Bora pour lui échapper. Je suis allée au Pérou, au Machu Picchu et j'ai suivi des cérémonies antiques de chaman pour me purifier, après avoir finalement compris pourquoi je ne parvenais pas à la laisser partir : [Piaf] avait été abandonnée toute petite. Être toute seule, c'était sa plus grande peur », explique-t-elle dans un entretien avec The Guardian.
C'est la chanteuse Jil Aigrot qui interprète les chansons d'Édith Piaf en doublure-voix de Marion Cotillard et a dû procéder à plusieurs enregistrements avant de retrouver les approximations d'Edith Piaf en début de carrière.

## Accueil

### Accueil critique
Sur l'agrégateur américain Rotten Tomatoes, le film récolte 74 % d'opinions favorables pour 150 critiques. Sur Metacritic, il obtient une note moyenne de 66⁄100 pour 29 critiques.
En France, le site Allociné propose une note moyenne de 4⁄5 à partir de l'interprétation de critiques provenant de 27 titres de presse.

### Box-office
| Pays                   | Box-office        | Nbre de sem. | Gains rapportés | Date        |
| ---------------------- | ----------------- | ------------ | --------------- | ----------- |
| Box-office France      | 5 108 840 entrées | 20           | 29 015 903 €    | au 04/07/07 |
| Box-office Suisse      | 70 400 entrées    | 3            | -               | au 04/02/07 |
| Box-office Belgique    | -                 | 3            | 691 992 €       | au 04/03/07 |
| Box-office Allemagne   | -                 | 2            | 1 816 605 €     | au 04/03/07 |
| Box-office États-Unis, | 7 598 240 entrées | 7            | 10 301 706 $    | au 10/04/08 |

Le film a rapporté à travers le monde 86 274 793 $ (soit 66 millions d'euros), beaucoup plus que son budget de 20,7 millions d'euros. C'est un des films français les plus connus au monde, en partie grâce aux nombreuses récompenses reçues par Marion Cotillard.

### Succès international
Le film est un succès mondial et cumule en France plus de 5 millions d'entrées. Il vaut surtout à Marion Cotillard des récompenses qu'aucune actrice n'avait réussi à cumuler auparavant pour un même rôle, à savoir le Golden Globe, le BAFTA, le César et surtout l'Oscar 2008 de la meilleure actrice. Elle devient ainsi la troisième Française après Simone Signoret et Juliette Binoche à gagner une statuette à Hollywood dans cette catégorie, la deuxième comédienne après Sophia Loren à être sacrée pour une interprétation dans une langue autre que l'anglais et enfin, la seule interprète à être couronnée pour un rôle en langue française. Marion Cotillard devient aussi la seule personne, avec Adrien Brody pour Le Pianiste, à recevoir un Oscar et un César pour la même interprétation. Un documentaire, Mon clown, sorti en 2008 et réalisé par l'agent de l'actrice, Bastien Duval, retrace ce triomphe en suivant pendant un an Cotillard lors de la promotion mondiale de La Môme, qui l'oblige notamment à s'acheter une maison à Santa Monica et à faire vacciner son chat pour l'emmener dans ses déplacements, tandis que de nombreux agents et attachés de presse s'attachent à la rendre « oscarisable ».
Ce triomphe aux États-Unis est sans commune mesure pour une actrice et pour un film français récent. Première note ainsi qu'avant même sa sortie en avant-première à la Berlinale 2007, La Môme a déjà trouvé un distributeur américain, probablement du fait de la notoriété d'Édith Piaf et de celle de Cotillard. D'après le magazine de cinéma, « si en France, la presse salue le film d'Olivier Dahan dans son ensemble, aux États-Unis, c'est la prestation de Marion Cotillard qui est principalement mise en lumière ». Écran Large considère que « c'est typiquement le genre de prestation Actors Studio qui provoque la pâmoison des foules ». Le journaliste Serge Kaganski estime néanmoins dans Les Inrocks que ce succès américain d'un biopic sur Édith Piaf ne fait que montrer que « l’image de la France aux Etats-Unis [est] encore figée dans les clichés passéistes, que notre culture populaire musicale [est] là-bas réduite à la môme Piaf » et que l'extrême médiatisation française de ce plébiscite critique autour de Cotillard sert à offrir « un joli miroir à notre narcissisme national en berne ».

## Distinctions

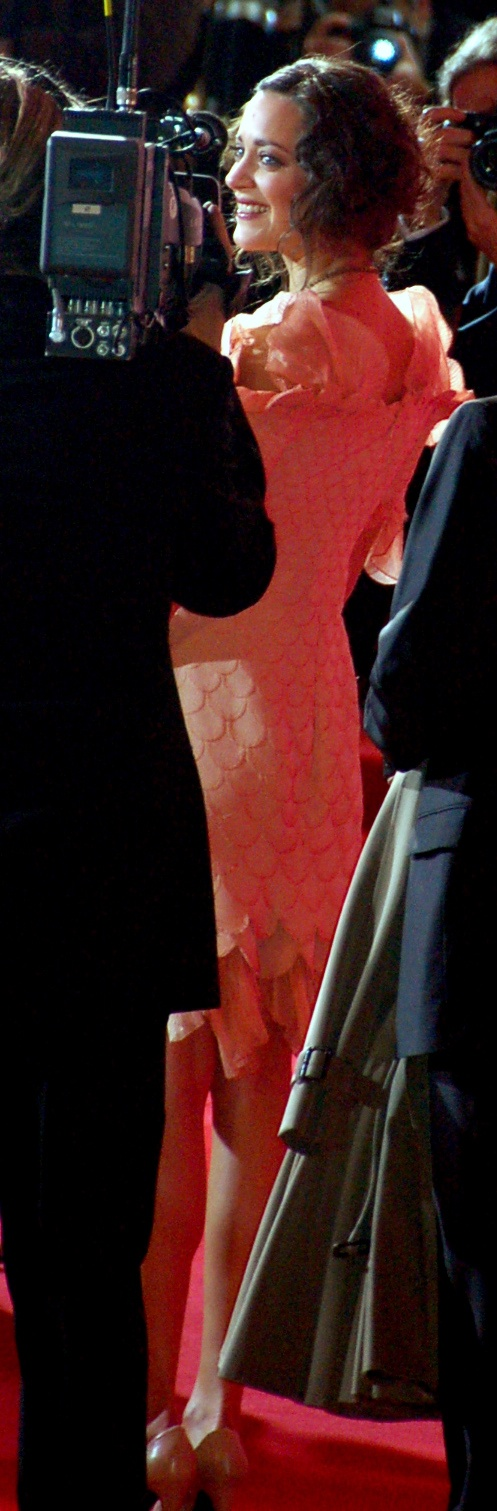
L'actrice à la cérémonie des Césars 2008.

### Récompenses
- César 2008 :
  - Meilleure actrice - Marion Cotillard
  - Meilleur décor - Olivier Raoux
  - Meilleure photographie - Tetsuo Nagata
  - Meilleur son - Laurent Zeilig, Pascal Villard, Marc Doisne et Jean-Paul Hurier
  - Meilleurs costumes - Marit Allen
- Lumières 2008 :
  - Meilleure actrice : Marion Cotillard
  - Prix du public mondial
- Oscars 2008 :
  - Meilleure actrice - Marion Cotillard
  - Meilleur maquillage - Didier Lavergne et Jan Archibald
- Golden Globes 2008 :
  - Meilleure actrice dans un film musical ou une comédie : Marion Cotillard
- BAFTA 2008 :
  - Meilleure actrice pour Marion Cotillard
  - Meilleure musique
  - Meilleurs costumes
  - Meilleur maquillage
- Palm Springs International Film Festival

### Nominations
- Sélection officielle à la Berlinale 2007
- César 2008 :
  - Meilleur film
  - Meilleur réalisateur - Olivier Dahan
  - Meilleur scénario original ou adaptation - Olivier Dahan
  - Meilleur acteur dans un second rôle - Pascal Greggory
  - Meilleure actrice dans un second rôle - Sylvie Testud
  - Meilleur montage

- Lumières 2008 :
  - Meilleur film
  - Meilleur réalisateur

- Oscars 2008 : Meilleurs costumes
- Screen Actors Guild de la meilleure actrice pour Marion Cotillard

## Dans la culture populaire
En 2011, l'acteur et humoriste Éric Judor propose dans la série télévisée Platane une intrigue dans laquelle le comédien, sorti d'un coma de plusieurs années, décide de relancer sa carrière et de se donner une image plus sérieuse avec le projet « La Môme 2.0 : Next Generation ».

## Autour du film
Le tournage eut lieu de janvier à juin 2006 à Paris, à Pontoise, à l'Aéroport de Paris-Le Bourget et à Prague.